# Hull City
Hull City (offiziell: Hull City Association Football Club) – auch bekannt als The Tigers – ist ein englischer Fußballverein aus Kingston upon Hull. Er absolviert seine Spiele im heimischen MKM Stadium.
Im früheren Boothferry Park erreichte der Klub im FA-Cup-Spiel am 26. Februar 1949 gegen Manchester United mit 55.019 Zuschauern seine bisherige Rekordkulisse. Die Trikots sind in der Regel schwarz mit bernsteinfarbenen Streifen, das ihnen den Spitznamen „Die Tiger“ einbrachte. Nach zwei aufeinanderfolgenden Aufstiegen spielte Hull City von der Saison 2005/06 bis 2007/08 in der Football League Championship. Am 24. Mai 2008 gelang durch einen 1:0-Sieg gegen Bristol City im Championship-Playoff-Finale erstmals der Aufstieg in die Premier League, in der Saison 2013/14 erreichte Hull zum ersten Mal das Finale des FA Cups.

## Geschichte

### Gründungsphase
Nach der Gründung im Jahr 1904 startete Hull City nur ein Jahr später in der damaligen zweiten Liga der Football League und konnte sich dort zum Saisonabschluss in den Anfangsjahren stets einen einstelligen Tabellenplatz sichern. Im Jahr 1910 verpasst der Verein nur knapp den Aufstieg in die höchste englische Spielklasse, nachdem man mit der gleichen Punktezahl aufgrund des schlechteren Torverhältnisses hinter Oldham Athletic nur den dritten Platz erreichte.

### 20 Jahre Mittelmaß und Saison 1929/30
In den anschließend folgenden rund 20 Jahren spielte Hull City stetig in der zweiten Liga, konnte aber in den Aufstiegskampf nur selten eingreifen. In einer Region, in der Rugby einen höheren Stellenwert als Fußball eingenommen hat, musste der Verein, um seine Existenz weiter zu sichern, häufig seine besten Spieler verkaufen. Dies hatte mittelfristig den Abstieg in die dritte Liga zur Folge, den Hull City zum Abschluss der Saison 1929/1930 hinnehmen musste. Gemeinsam mit dem vorläufigen Tiefpunkt konnte der Klub in der gleichen Spielzeit den größten Pokalerfolg seiner Geschichte erringen, als er im FA-Cup-Halbfinale dem späteren Sieger FC Arsenal erst im Wiederholungsspiel am 26. März 1930 mit 0:1 unterlag.

### Rückkehr und Wiederabstieg
Im Jahr 1933 kehrte Hull City als in heimischen Spielen ungeschlagener Meister in die zweite Liga zurück, musste aber drei Jahre später als Tabellenletzter mit 111 Gegentoren wieder den Gang in die Drittklassigkeit antreten.

### Neubeginn nach dem Zweiten Weltkrieg
Als nach dem Zweiten Weltkrieg der Spielbetrieb im Jahr 1946 fortgesetzt wurde, nahm Hull City mit neuer Vereinsführung und in einer neuen Spielstätte, dem Boothferry Park, teil. Eine weitere positive Entwicklung wurde durch die Verpflichtung des erfahrenen englischen Nationalspielers Raich Carter im Jahr 1948 eingeleitet und hatte 1949 den Wiederaufstieg in die zweite Liga zur Folge, als man mit neun Siegen hintereinander in den ersten Spielen und 49.655 Zuschauern (im Spiel gegen Rotherham United) zwei für eine dritte englische Liga heute noch gültige Rekorde aufstellte.

### Enttäuschte Erwartungen
Mit gesteigerten Erwartungen und Spielern wie Don Revie, unter dem mittlerweile als Trainer fungierenden Carter, konnte das Momentum jedoch nicht genutzt werden und nach sechs Jahren in der zweiten Liga, und der zwischenzeitlichen Demission Carters im Jahr 1951, stieg Hull City 1956 wieder in die dritte Liga ab. Der Wiederaufstieg 1959 stellte nur einen kurzen Erfolg dar, dem nur ein Jahr später der erneute Gang in die dritte Liga folgte.

### Brittons Amtszeit und Rückfall
Im Jahr 1961 begann die bis 1969 währende Amtszeit von Cliff Britton. Mit Offensivspielern wie Ken Wagstaff, Chris Chilton, Ken Houghton und Ian Butler entwickelte sich der Verein wieder positiv und stellte 1966, nach einem knapp verpassten Aufstieg im Jahr zuvor, mit 109 Toren (davon erzielte Wagstaff alleine 31) die Rückkehr in die zweite Liga sicher. Da Britton es in der Folgezeit versäumte, den Kader gezielt zu verstärken und lediglich den Spielern der Aufstiegsmannschaft vertraute, konnte der Verein zwar zunächst in den oberen Regionen mitspielen, reihte sich aber schlussendlich bei Verletzungen von Schlüsselspielern dann stets im Mittelfeld der Liga ein. Nach zwölf Jahren Zweitligafußball wurde Hull City im Jahr 1978 wieder drittklassig.

### Existenzbedrohende Entwicklungen und Rückkehr
Der absolute Tiefpunkt wurde 1981 erreicht, als der Klub erstmals in seiner Vereinsgeschichte als Tabellenletzter sogar den Gang in die vierte Liga antreten musste. Nachdem zwischenzeitlich der langjährige Vereinschef Harold Needler verstorben war und sein Sohn die Führung übernahm, drohte zwischenzeitlich sogar der Bankrott und eine Vereinsauflösung. Die Rettung erfolgte in Person des ehemaligen Rugbyspielers und Vorsitzenden des FC Scarborough mit Don Robinson. Er verpflichtete für Hull Colin Appleton, der als Trainer ebenfalls schon in Scarborough aktiv war. Mit diesen beiden Verantwortlichen gelang Hull 1983 die Rückkehr in die dritte Liga und scheiterte 1984 bei nur einem Tor Unterschied mit einem zweiten, direkt folgenden Aufstieg. Trotz des Weggangs von Appleton im Jahr 1985 zum Swansea City gelang dem Verein mit dem neuen Spielertrainer Brian Horton im direkten Anschluss dann der Aufstieg in die Zweitklassigkeit. Dort konnte er in der ersten Saison direkt den sechsten Platz erspielen.

### Dolans Amtszeit und weiterer Tiefpunkt
Dieser positive Trend wurde erneut nicht fortgesetzt und die Mannschaft fand sich zumeist in den unteren Tabellenregionen wieder. Als Robinson im Jahr 1989 den Verein verließ und Richard Chetham die Führung übernahm, folgte 1991 unter dem neuen Trainer Terry Dolan eine neue, bis 1997 andauernde Ära. Im gleichen Jahr 1991 stieg Hull wieder in die dritte Liga ab, dem 1996 der zweite Abstieg in die vierte Liga folgte. Inmitten von wieder größer werdenden finanziellen Problemen und wachsender Ablehnung Dolans von Seiten der Anhänger wechselte 1997 der Verein mit dem früheren Tennisspieler David Lloyd seinen Eigentümer. Die Erwartungen, noch gesteigert durch die Verpflichtung des 32-fachen englischen Nationalspielers Mark Hateley als Trainer, wurden jedoch enttäuscht und der Niedergang des Vereins setzte sich fort, als sogar die Zugehörigkeit zum Profifußball durch den drohenden Abstieg aus der vierten Liga in Frage gestellt werden musste. Als der Verein zu Beginn der Saison 1998/1999 für lange Zeit deutlich Tabellenletzter war, wurde Hateley entlassen und Warren Joyce neuer Trainer in Hull. Ihm gelang eine Stabilisierung und der Klassenerhalt (bei den Anhängern als The Great Escape gerühmt). Da auch ihm jedoch keine weitere entscheidende Entwicklung gelang, wurde er im Jahr 2000 durch Brian Little, ehemals bei Aston Villa beschäftigt, ersetzt.

### Entwicklung nach 2000 und erstmaliger Aufstieg in die Premier League
Nachdem der Verein erneut verkauft wurde und in Adam Pearson, vormals bei Leeds United, seinen neuen Eigentümer fand, konnte mit dem aktuellen U21-Auswahltrainer Peter Taylor in seiner ersten vollen Trainersaison 2003/2004 im für 43 Millionen britische Pfund neugebauten Kingston Communications Stadium der Aufstieg in die dritte Liga gefeiert werden. Mit neuen Kräften, wie dem ehemaligen Nationalspieler Nick Barmby, der bereits in seiner Jugend für Hull gespielt hatte, gelang dem Verein in der darauffolgenden Spielzeit 2004/05 der direkte Aufstieg in die neue Football League Championship, womit der größte Erfolg seit 15 Jahren erreicht wurde. Dort wurde im ersten Jahr mit Platz 18 der Klassenerhalt geschafft. Peter Taylor entschloss sich, Hull City zu verlassen und wurde im Juli 2006 neuer Cheftrainer bei Crystal Palace. Phil Parkinson, der ehemalige Trainer von Colchester United, wurde sein Nachfolger. Die Erwartungen waren hoch, aber die Mannschaft konnte diese nicht bestätigen. Nach einer Negativserie führte eine 1:5-Niederlage gegen seinen ehemaligen Klub Colchester United zu der Situation, dass Phil Parkinson einen Sieg in der folgenden Partie benötigte. Diese Chance verspielte er mit seiner Mannschaft durch eine 2:4-Niederlage gegen den FC Southampton. Am 4. Dezember 2006 erklärte Adam Pearson, dass Phil Parkinson entlassen worden war. Zum Nachfolger wurde Phil Brown bestimmt, der zunächst auf Interimsbasis arbeitete und im Januar 2007 zur Dauerlösung bestimmt wurde. Brown erreichte in der Saison 2006/07 mit Hull noch den Klassenerhalt.
Die nachfolgende Spielzeit beendete Hull City in der Football League Championship 2007/08 auf Platz 3. Dadurch durften sie an den Playoffs zur Premier League teilnehmen. Nach zwei Siegen gegen den FC Watford, wurde im Finale der Playoffs Bristol City am 24. Mai 2008 mit 1:0 durch einen Treffer von Dean Windass besiegt und der erstmalige Aufstieg in die Premier League sichergestellt.
Am 8. Juni 2012 wurde Steve Bruce als neuer Trainer verpflichtet. Am 4. Mai 2013 gelang Hull City durch ein 2:2-Unentschieden gegen Cardiff City am letzten Spieltag der direkte Aufstieg in die Premier League.
Am 9. August 2013 beschloss die Vereinsführung um Clubbesitzer Assem Allam die Umbenennung des Vereins in „Hull City Tigers Ltd“. Zur Saison 2014/15 soll zudem das Logo dementsprechend angepasst werden.
Im ersten FA-Cup-Finale der Vereinsgeschichte unterlag Hull City im Mai 2014 mit 2:3 dem FC Arsenal, nachdem Hull bereits in den ersten 10 Minuten des Spiels mit 2:0 in Führung gegangen war. Da Arsenal über die Liga jedoch bereits für die UEFA Champions League qualifiziert war, qualifizierte sich Hull als unterlegener Pokalfinalist für die Playoff-Runde zur UEFA Europa League 2014/15, in der man dem belgischen Pokalsieger KSC Lokeren unterlag.
Die Premier-League-Saison 2014/15 beendete der Verein auf dem 18. Tabellenplatz und stieg damit in die zweitklassige Football League ab.
Unter Trainer Steve Bruce gelang jedoch der direkte Wiederaufstieg. Über die Play-offs gelangte man ins Finale, wo man in London-Wembley gegen Sheffield Wednesday gewinnen konnte. Allerdings verließ Bruce im Sommer nach Unstimmigkeiten mit der Vereinsführung den Verein. Bis ein neuer Trainer gefunden war, übernahm Mike Phelan das Traineramt auf Interimsbasis. Das erste Spiel gegen den amtierenden Meister Leicester City konnte direkt mit 2:1 gewonnen werden.
Am 14. Juli 2020 setzte es gegen Wigan Athletic eine 8:0-Niederlage – die höchste in der Vereinsgeschichte.
Der Verein stieg in der Saison 2019/2020 aus der Championship ab.

### Verkauf an die Acun Medya
Am 19. Januar 2022 wurde von Hull City bekannt gegeben, dass der Verein von der Acun Medya gekauft wurde.

## Spieler des Jahres

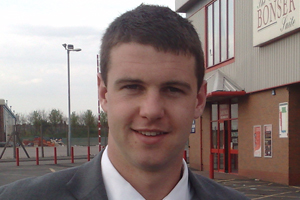
Anthony Gerrard, Spieler des Jahres der Saison 2010/11

| Jahr      | Spieler des Jahres |
| --------- | ------------------ |
| 1999/2000 | Mark Greaves       |
| 2000/01   | Ian Goodison       |
| 2001/02   | Gary Alexander     |
| 2002/03   | Stuart Elliott     |
| 2003/04   | Damien Delaney     |
| 2004/05   | Stuart Elliott     |
| 2005/06   | Boaz Myhill        |
| 2006/07   | Andy Dawson        |
| 2007/08   | Michael Turner     |
| 2008/09   | Michael Turner     |
| 2009/10   | Stephen Hunt       |
| 2010/11   | Anthony Gerrard    |
| 2011/12   | Robert Koren       |
| 2012/13   | Ahmed Elmohamady   |
| 2013/14   | Curtis Davies      |
| 2014/15   | Michael Dawson     |
| 2015/16   | Abel Hernández     |
| 2016/17   | Sam Clucas         |
| 2017/18   | Jarrod Bowen       |
| 2018/19   | Jarrod Bowen       |
| 2019/20   | -                  |
| 2020/21   | George Honeyman    |
| 2021/22   | Keane Lewis-Potter |
| 2022/23   | Alfie Jones        |
| 2023/24   | Jacob Greaves      |

## Kader der Saison 2024/25
Stand: 12. Februar  2025
| Nr. |           | Position | Name             |
| --- | --------- | -------- | ---------------- |
| 1   | Kroatien  | TW       | Ivor Pandur      |
| 2   | England   | AB       | Lewie Coyle      |
| 4   | England   | AB       | Charlie Hughes   |
| 5   | England   | AB       | Alfie Jones      |
| 6   | Irland    | AB       | Sean McLoughlin  |
| 7   | Kanada    | ST       | Liam Millar      |
| 11  | Turkei    | ST       | Doğukan Sinik    |
| 12  | Italien   | ST       | João Pedro       |
| 14  | Irland    | MF       | Harry Vaughan    |
| 16  | Brasilien | MF       | Lincoln Henrique |
| 17  | England   | AB       | Finley Burns     |
| 19  | Kolumbien | MF       | Steven Alzate    |
| 20  | Kolumbien | MF       | Gustavo Puerta   |
| 22  | England   | ST       | Louie Barry      |
| 23  | England   | AB       | Cody Drameh      |

| Nr. |            | Position | Name                |
| --- | ---------- | -------- | ------------------- |
| 24  | England    | MF       | Matt Crooks         |
| 25  | Ecuador    | MF       | Óscar Zambrano      |
| 27  | England    | MF       | Regan Slater        |
| 28  | Schottland | ST       | Kyle Joseph         |
| 29  | England    | AB       | Matty Jacob         |
| 30  | England    | ST       | Joe Gelhardt        |
| 32  | Frankreich | TW       | Thimothée Lo-Tutala |
| 33  | Algerien   | ST       | Mohamed Belloumi    |
| 34  | England    | TW       | Harvey Cartwright   |
| 36  | Belgien    | MF       | Eliot Matazo        |
| 37  | Marokko    | ST       | Nordin Amrabat      |
| 44  | England    | ST       | Abu Kamara          |
| 45  | Jamaika    | MF       | Kasey Palmer        |
| 48  | England    | ST       | Mason Burstow       |
|     | Irland     | AB       | John Egan           |

## Ligazugehörigkeit
- 1905–1930: Football League Second Division
- 1930–1933: Football League Third Division
- 1933–1936: Football League Second Division
- 1936–1949: Football League Third Division
- 1949–1956: Football League Second Division
- 1956–1959: Football League Third Division
- 1959/60: Football League Second Division
- 1960–1966: Football League Third Division
- 1966–1978: Football League Second Division
- 1978–1981: Football League Third Division
- 1981–1983: Football League Fourth Division
- 1983–1985: Football League Third Division
- 1985–1991: Football League Second Division
- 1991/92: Football League Third Division
- 1992–1996: Football League Second Division
- 1996–04: Football League Third Division
- 2004/05: Football League One
- 2005–2008: Football League Championship
- 2008–2010: Premier League
- 2010–2013: Football League Championship
- 2013–2015: Premier League
- 2015/16: Football League Championship
- 2016/17: Premier League
- 2017–2020: EFL Championship
- 2020/21: EFL League One
- seit 2021: EFL Championship